# Ӛ (кирилиця)
Ӛ, ӛ — кирилична літера, 11-та літера хантийської абетки, утворена від Ә. Позначає неогублений голосний середнього ряду високо-середнього піднесення /ɘ/.